# 젠틀맨 (2022년 영화)
《젠틀맨》은 2022년 12월 28일에 개봉된 대한민국의 영화이다.

## 줄거리
“지금 제가 검사인 상황…인 거죠?”
 
의뢰받은 사건은 100% 처리하는 흥신소 사장 ‘지현수’.
의뢰인과 함께 강아지를 찾기 위해 간 어느 펜션에서 괴한의 습격을 받고 쓰러진다.
끊어진 기억, 사라진 의뢰인. 정신을 차려보니 졸지에 납치 사건 용의자로 몰려버렸다.
꼼짝없이 체포되던 중 차 전복사고 후 검사로 오해받은 ‘지현수’는
실종된 의뢰인을 찾기 위해 검사로 위장해 수사를 시작한다.
 
“수사 방식이 남다르시네요? 검사답지 않게”
 
검사들의 검사, 일명 감찰부 미친 X ‘김화진’.
하늘 높은 줄 모르던 그가 좌천의 쓴맛을 보며 지내던 어느 날,
한 납치 사건을 조사하던 중 검사 행세를 하는 ‘지현수’와 만나게 된다.
단순한 납치로 여겼던 사건이 자신을 물 먹인 로펌 재벌 ‘권도훈’과 관련되어 있음을 알게 된다.
 
“나쁜 놈 잡는데 불법, 합법이 어딨습니까? 잡으면 장땡이지”
 
누명을 벗고자 하는 ‘지현수’와 ‘권도훈’을 잡고 싶은 ‘김화진’,
각자의 목표를 위해 손을 잡게 된 두 사람은
거대 로펌 재벌의 추악한 범죄를 파헤치다 전혀 뜻밖의 상황을 맞이하게 되는데...
 
작전은 완벽하게, 수사는 젠틀하게!
고품격 범죄 오락이 펼쳐진다!

## 캐스팅

### 주연
- 주지훈 : 지현수 역
- 박성웅 : 권도훈 역
- 최성은 : 김화진 역

### 조연
- 강홍석 : 창모 역
- 이달 : 필용 역
- 박혜은 : 이랑 역
- 권한솔 : 주영 역
- 이서환 : 이 반장 역
- 박지훈 : 손명호 역
- 임성재 : 차 형사 역
- 이현균 : 강 검사 역
- 한사명 : 김 계장 역
- 곽민규 : 도준호 역
- 김난희 : 정 실장 역
- 김귀선 : 중앙 지검장 역

### 단역
- 표영서 : 오연수 역
- 장천 : 박새 역
- 송광주 : 포차 주인 역
- 한으뜸 : 로펌 비서 역
- 오아연 : 중앙 지검장 비서 역
- 한동희 : 여학생 역
- 김은민 : 다미 역
- 최희진 : 간호사 역
- 김승비 : 사무관 역
- 이화정 : 화진 선배 역
- 이훈경 : 오연수 엄마 역
- 고주희 : 구급 대원 1 역
- 염인섭 : 구급 대원 2 역
- 마웅규 : 대학생 남 역
- 황준혁 : 옆자리 학생 역
- 최창욱 : 김 순경 역
- 송방호 : 최 프로 / 테니스 지도 역
- 이윤재 : 김 비서 역
- 최정기 : 검사 A 역
- 임종화 : 스타렉스 남자 역
- 홍석빈 : 경비 역
- 아누팜 트리파티 : 김대웅 역
- 정규영 : 우태식 역
- 조석인 : 김필두 역
- 김강민 : 체포 검사 역
- 배성일 : 택시 기사 역
- 살림 : 경찰 간부 역
- 김기욤 : 부하 경찰 역
- 정민재 : 손 드는 학생 역
- 블라딕 : 현지 경찰 역
- 손수호 : 로펌 회사원 역
- 남찬규 : 보안 관리자 역
- 박상운 : 모텔 알바 역
- 한상철 : 건너편 오피스텔 아저씨 역
- 정혜자 : 포차주인 부인 역
- 전윤기 : 뒷골목 남자 역
- 박형준 : 거짓말 탐지실 연구원 역
- 윤석영 : 손명호 친구 1 역
- 이종욱 : 손명호 친구 2 역
- 임우현 : 손명호 친구 3 역
- 소민섭 : 손명호 친구 4 역
- 윤호림 : 검찰청 검사 역
- 박정숙 : 복도 할머니 역
- 강유림 : 쌍둥이 손녀딸 1 역
- 강채림 : 쌍둥이 손녀딸 2 역
- 고민지 : 벤츠 여학생 1 역
- 김남희 : 벤츠 여학생 2 역
- 박재희 : 벤츠 여학생 3 역
- 서유승 : 건장한 남자들 1 역
- 우정환 : 건장한 남자들 2 역
- 주현우 : 건장한 남자들 3 역
- 전희찬 : 권도훈 상대 선수 역
- 여성환 : 괴한 1 역
- 우시성 : 괴한 2 역
- 서한돌 : 트럭 운전사 역
- 김이주 : 박새의 여학생 역
- 김지현 : JD 여학생 1 역
- 강현주 : JD 여학생 2 역
- 오현진 : JD 여학생 3 역
- 문혜원 : JD 여학생 4 역
- 이승희 : JD 여학생 5 역
- 이용석 : 강원지역 뉴스 현장기자 역
- 김연진 : 앵커 역
- 서태왕 : 무혐의 뉴스 앵커 역
- 아히얀 데가녜 르클레흐 : 스위스 뱅크 역 (목소리)
- 나경철 : 최태집 기자 역 (목소리)
- 안예은 : 라디오 역 (목소리)
- 황인성 : TV 뉴스 역 (목소리)
- 유병선 : 고 부장검사 역 (목소리)
- 김건 : 차장 검사 역 (목소리)
- 송수연 : 권도훈 테니스 대역
- 유진아 : 프랑스어 통번역 / 유럽열차 안내멘트 역

## 같이 보기
- 2022년 대한민국의 영화 목록
- 《젠틀맨》 : 동명이인의 영화작품으로서... 가이 리치 감독이 연출을 맡은 액션영화이다.